# Bielsko-Biała
Bielsko-Biała (đọc là: ['biεlskɔ:biawa]ⓘ; tiếng Séc: Bílsko-Bělá; tiếng Đức: Bielitz-Biala) là một thành phố ở phía Nam của nước Ba Lan với 176.987 cư dân (2006).
Bielsko-Biała được hợp nhất từ hai thành phố ở hai bên bờ Sông Biała, Bielsko và Biała, vào năm 1951. Vì thuộc về tỉnh Silesia (từ năm 1999) nên thành phố này trước kia là thủ đô của tỉnh Bielsko-Biał (1975-1998).

## Địa điểm nổi tiếng
- Viện Bảo tàng Bielsko-Biała trong lâu đài của Công tước Cieszyn từ thế kỷ thứ XV, sau đó dời đến lâu đài của Hoàng tử Sulkowski
- Khách sạn President
- Nhà ga xe lửa (Bielsko-Biała Główna) xây dựng năm 1888
- Nghĩa trang Do thái tìm thấy năm 1849
- Nhà hát xây dựng năm 1890
- Giáo đường Thánh Nicholas xây dựng năm 1447 và được sửa chữa vào 1909 - 1910
- Ngôi nhà ếch, lâu đài của Nghệ thuật tân thời
- Phòng trưng bày nghệ thuật Bielsko Biala, galeria BWA

## Khí hậu
| Dữ liệu khí hậu của Bielsko-Biała (1973–2011) | Dữ liệu khí hậu của Bielsko-Biała (1973–2011) | Dữ liệu khí hậu của Bielsko-Biała (1973–2011) | Dữ liệu khí hậu của Bielsko-Biała (1973–2011) | Dữ liệu khí hậu của Bielsko-Biała (1973–2011) | Dữ liệu khí hậu của Bielsko-Biała (1973–2011) | Dữ liệu khí hậu của Bielsko-Biała (1973–2011) | Dữ liệu khí hậu của Bielsko-Biała (1973–2011) | Dữ liệu khí hậu của Bielsko-Biała (1973–2011) | Dữ liệu khí hậu của Bielsko-Biała (1973–2011) | Dữ liệu khí hậu của Bielsko-Biała (1973–2011) | Dữ liệu khí hậu của Bielsko-Biała (1973–2011) | Dữ liệu khí hậu của Bielsko-Biała (1973–2011) | Dữ liệu khí hậu của Bielsko-Biała (1973–2011) |
| Tháng                                         | 1                                             | 2                                             | 3                                             | 4                                             | 5                                             | 6                                             | 7                                             | 8                                             | 9                                             | 10                                            | 11                                            | 12                                            | Năm                                           |
| --------------------------------------------- | --------------------------------------------- | --------------------------------------------- | --------------------------------------------- | --------------------------------------------- | --------------------------------------------- | --------------------------------------------- | --------------------------------------------- | --------------------------------------------- | --------------------------------------------- | --------------------------------------------- | --------------------------------------------- | --------------------------------------------- | --------------------------------------------- |
| Cao kỉ lục °C (°F)                            | 16.5 (61.7)                                   | 18.5 (65.3)                                   | 23.0 (73.4)                                   | 28.0 (82.4)                                   | 30.7 (87.3)                                   | 32.2 (90.0)                                   | 38.1 (100.6)                                  | 34.2 (93.6)                                   | 31.5 (88.7)                                   | 27.3 (81.1)                                   | 23.1 (73.6)                                   | 17.6 (63.7)                                   | 38.1 (100.6)                                  |
| Trung bình ngày tối đa °C (°F)                | 1.7 (35.1)                                    | 3.0 (37.4)                                    | 7.0 (44.6)                                    | 12.8 (55.0)                                   | 18.0 (64.4)                                   | 20.4 (68.7)                                   | 22.7 (72.9)                                   | 22.6 (72.7)                                   | 17.8 (64.0)                                   | 12.9 (55.2)                                   | 6.9 (44.4)                                    | 2.7 (36.9)                                    | 12.5 (54.5)                                   |
| Trung bình ngày °C (°F)                       | −1.1 (30.0)                                   | −0.2 (31.6)                                   | 3.2 (37.8)                                    | 8.3 (46.9)                                    | 13.2 (55.8)                                   | 15.8 (60.4)                                   | 17.8 (64.0)                                   | 17.6 (63.7)                                   | 13.5 (56.3)                                   | 9.0 (48.2)                                    | 3.8 (38.8)                                    | −0.1 (31.8)                                   | 8.6 (47.5)                                    |
| Tối thiểu trung bình ngày °C (°F)             | −4.2 (24.4)                                   | −3.4 (25.9)                                   | −0.5 (31.1)                                   | 3.5 (38.3)                                    | 8.1 (46.6)                                    | 11.0 (51.8)                                   | 12.9 (55.2)                                   | 12.6 (54.7)                                   | 9.3 (48.7)                                    | 5.2 (41.4)                                    | 0.7 (33.3)                                    | −3.1 (26.4)                                   | 4.5 (40.1)                                    |
| Thấp kỉ lục °C (°F)                           | −27.4 (−17.3)                                 | −24.5 (−12.1)                                 | −17.5 (0.5)                                   | −8.5 (16.7)                                   | −4.0 (24.8)                                   | 0.0 (32.0)                                    | −0.7 (30.7)                                   | 1.0 (33.8)                                    | 0.0 (32.0)                                    | −9.0 (15.8)                                   | −15.9 (3.4)                                   | −26.0 (−14.8)                                 | −27.4 (−17.3)                                 |
| Lượng Giáng thủy trung bình mm (inches)       | 24.5 (0.96)                                   | 30.2 (1.19)                                   | 33.1 (1.30)                                   | 46.2 (1.82)                                   | 63.9 (2.52)                                   | 93.3 (3.67)                                   | 96.1 (3.78)                                   | 62.4 (2.46)                                   | 61.1 (2.41)                                   | 43.2 (1.70)                                   | 46.1 (1.81)                                   | 31.9 (1.26)                                   | 632.0 (24.88)                                 |
| Số ngày giáng thủy trung bình                 | 20.0                                          | 18.2                                          | 19.2                                          | 12.3                                          | 14.3                                          | 13.2                                          | 14.1                                          | 10.9                                          | 12.5                                          | 12.9                                          | 14.7                                          | 18.3                                          | 180.6                                         |
| Độ ẩm tương đối trung bình (%)                | 82.3                                          | 79.4                                          | 73.9                                          | 65.8                                          | 69.7                                          | 71.8                                          | 72.6                                          | 73.3                                          | 76.6                                          | 79.0                                          | 79.2                                          | 82.8                                          | 75.5                                          |
| Nguồn: Climatebase.ru                         |                                               |                                               |                                               |                                               |                                               |                                               |                                               |                                               |                                               |                                               |                                               |                                               |                                               |

## Các thành phố lân cận
- Biała, tiếng Đức: Biala
- Stare Bielsko, tiếng Đức: Altbielitz
- Straconka, tiếng Đức: Drösseldorf
- Mikuszowice Śląskie i Mikuszowice Krakowskie, tiếng Đức: Nikelsdorf
- Aleksandrowice, tiếng Đức: Alexanderfeld
- Wapienica, tiếng Đức: Lobnitz
- Olszówka Dolna i Olszówka Górna, tiếng Đức: Ohlisch
- Hałcnów, tiếng Đức: Alzen
- Komorowice Śląskie i Komorowice Krakowskie; tiếng Đức: Batzdorf
- Leszczyny
- Lipnik, tiếng Đức: Kunzendorf

## Giáo dục
- Akademia Techniczno-Humanistyczna

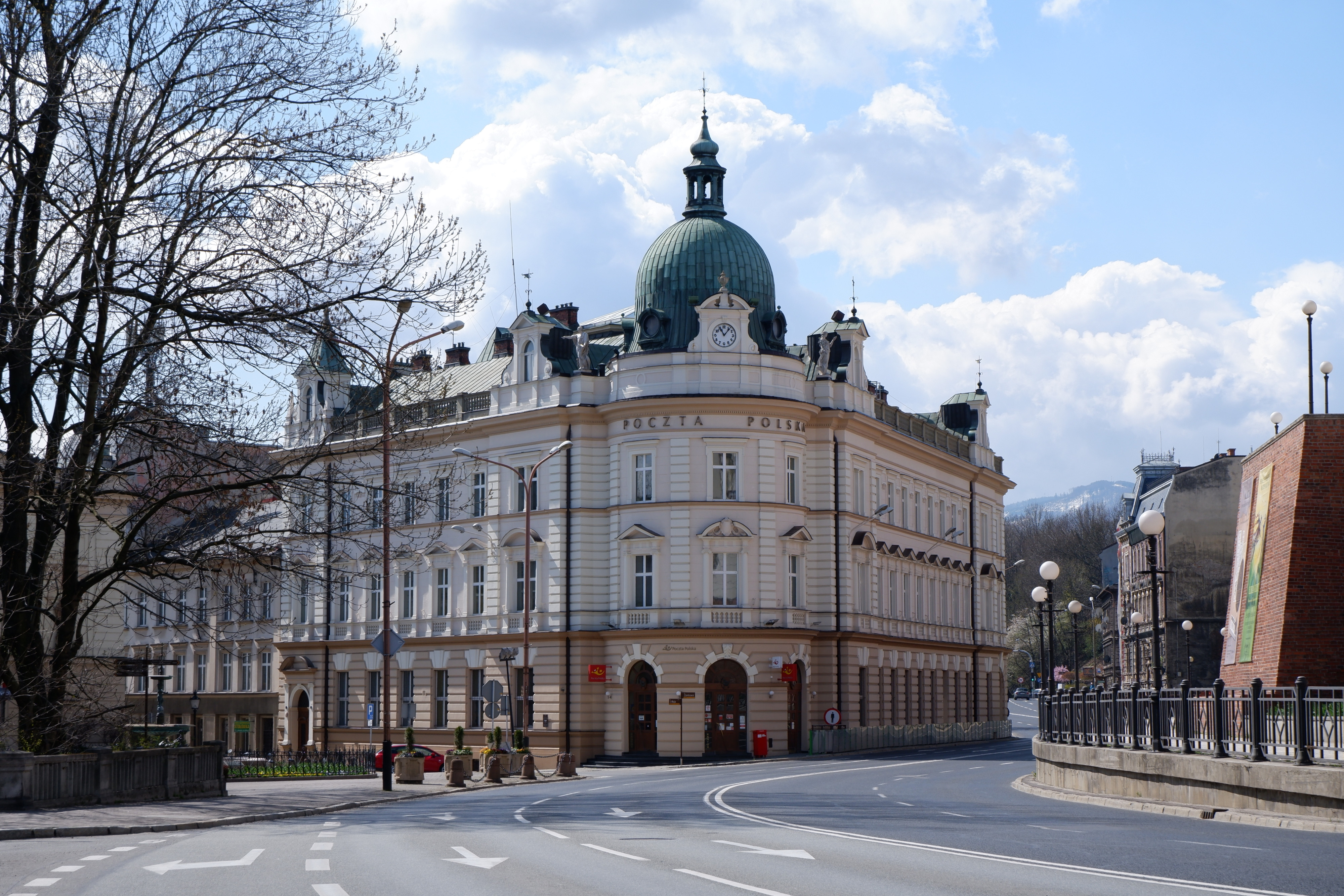
Bielsko-Biała - Bưu điện trung tâm nhìn từ lâu đài

- The Academy of Computer Science and Management
- Bielska Wyższa Szkoła Biznesu i Informatyki im. J. Tyszkiewicza
- Wyższa Szkoła Administracji
- Wyższa Szkoła Bankowości i Finansów
- Wyższa Szkoła Ekonomiczno-Humanistyczna

## Chính trị
Nghị sĩ (Sejm) thuộc Bielsko-Biała
- Jacek Falfus (Law and Justice - PiS)
- Tadeusz Kopeć (Civic Platform - PO)
- Kazimierz Matuszny
- Rafał Muchacki (Civic Platform - PO)
- Stanisław Pięta (Law and Justice - PiS)
- Piotr Smolana
- Jan Sztwiertnia
- Jan Szwarc
- Stanisław Szwed (Law and Justice - PiS)
- Tomasz Tomczykiewicz (Civic Platform - PO)
- Stanisław Zadora (League of Polish Families - LPR)

## Chính quyền
- Thị trưởng - Jacek Krywult
- Nghị sĩ - Waldemar Jędrusiński
- Nghị sĩ - Henryk Juszczyk
- Nghị sĩ - Zbigniew Michniowski

## Người nổi tiếng

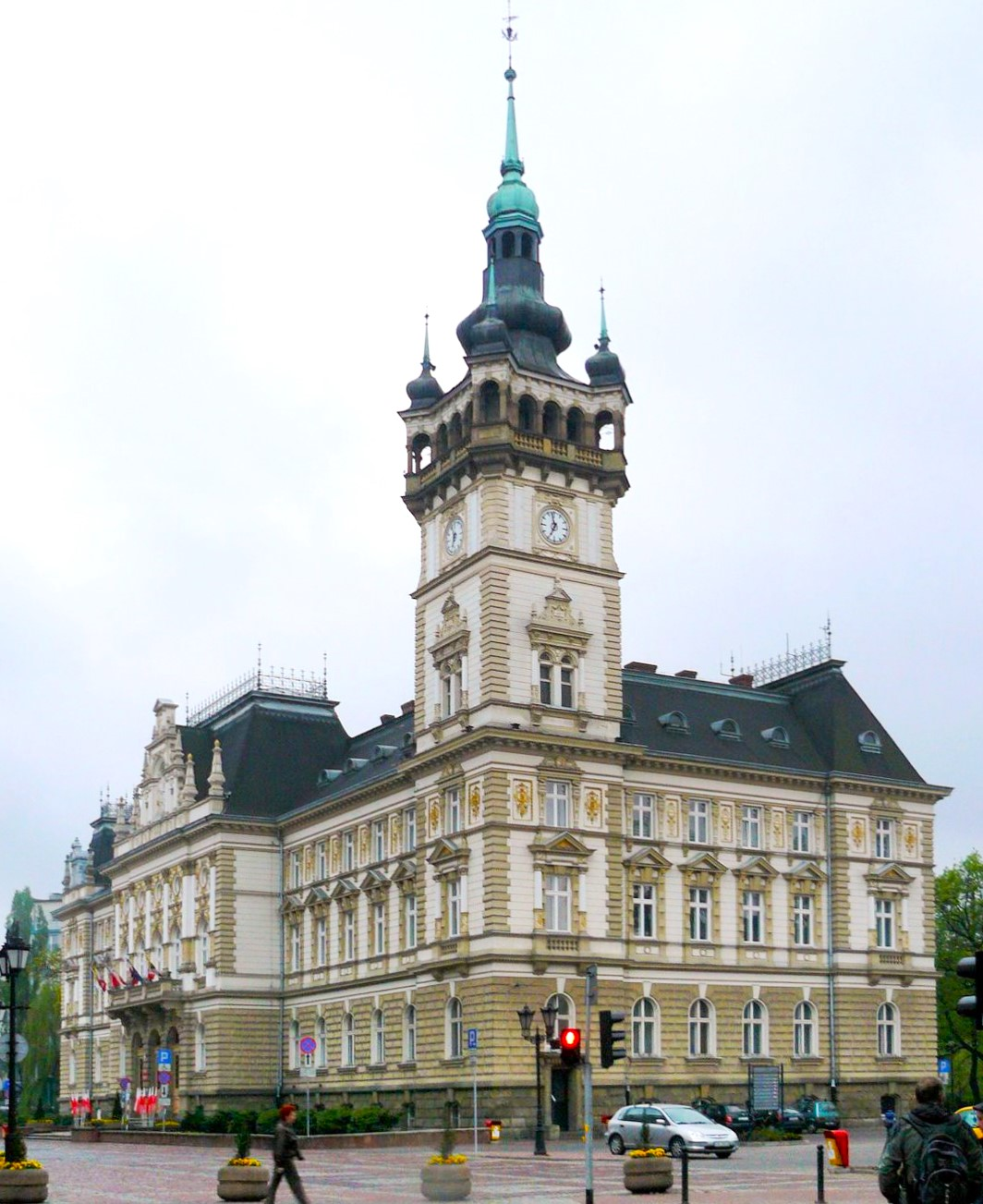
Tòa thị chính về đêm

- Eduard Geyer (sinh năm 1944), Huấn luyện viên quốc tế
- Shlomo Avineri (sinh năm 1933), Nhà khoa học chính trị
- Maurice Bloomfield (1855-1928), Nhà ngữ văn
- Fannie Bloomfield Zeisler (1863-1927), người biểu diễn đàn dương cầm
- Heinrich Conried (1855-1909), Giám đốc Nhà hát
- Urszula Dudziak (sinh năm 1943), Ca sĩ nhạc jazz
- Roman Frister (sinh năm 1928), sống sót sau cuộc thảm sát thế chiến thứ hai và là nhà văn
- Hellmuth Karasek (sinh năm 1934), ký giả, nhà phê bình văn học và là nhà viết tiểu thuyết
- Selma Kurz (1874-1933), Ca sĩ nhạc opera
- Franciszek Macharski (sinh năm 1927), Tổng giám mục của Kraków
- Roman Polko (sinh năm 1962), Sĩ quan quân đội
- Zbigniew Preisner (sinh năm 1955), nhà sản xuất điện ảnh
- Artur Schnabel (1882-1951), người biểu diễn đàn dương cầm
- Grażyna Staniszewska (sinh năm 1949), Chính trị gia
- Sabina Wojtala (sinh năm 1981), trượt băng nghệ thuật
- Albert Schickedanz (1846-1915), Kiến trúc sư
- Sigmund Zeisler (1860-1931), Luật sư
- Hans Zenker (1870-1932), Đô đốc
- Cha mẹ của John Paul II

## Thể thao
- Podbeskidzie Bielsko-Biała - đội bóng đá nam
- BBTS Siatkarz Original Bielsko-Biała - đội bóng chuyền nam
- BKS Stal Bielsko-Biała - đội bóng chuyền nữ

## Thành phố kết nghĩa

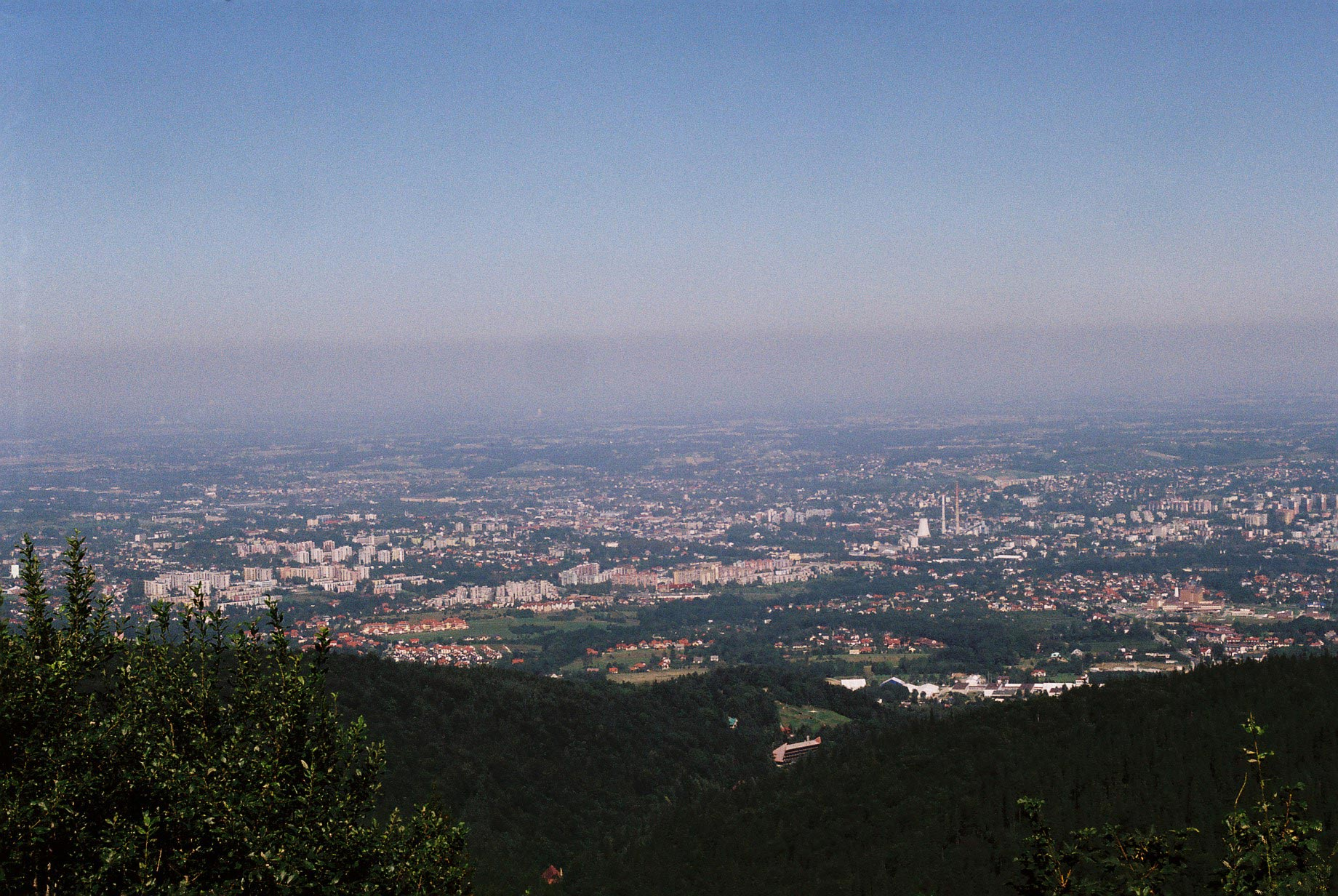
Nhìn từ núi Szyndzielnia

Bielsko-Biała kết nghĩa với các thành phố sau:
- Acre, Israel
- Baia Mare, România
- Besançon, Pháp
- Berdiansk, Ukraina
- Frydek-Mistek, Cộng hòa Séc
- Grand Rapids, Michigan, Hoa Kỳ
- Kirklees, Anh
- Kragujevac, Serbia
- Lilienthal, Đức
- Monreale, Ý
- Rancagua, Chile
- Shijiazhuang, Trung Quốc
- Stadskanaal, Hà Lan
- Szolnok, Hungary
- Tienen, Bỉ
- Třinec, Cộng hòa Séc
- Ustka, Ba Lan
- Wolfsburg, Đức
- Žilina, Slovakia